# (223360) Švankmajer
(223360) Švankmajer ist ein Asteroid des äußeren Hauptgürtels, der am 16. September 2003 am Kleť-Observatorium (IAU-Code 046) bei Český Krumlov entdeckt wurde. Die Entdeckung fand im Rahmen des KLENOT-Projektes (IAU-Code 246) statt, einer systematischen Himmelsdurchmusterung mit dem dortigen KLENOT-Teleskop mit einem Spiegeldurchmesser von 1,06 m.
Der Asteroid befindet sich in einer 4+1-2-Bahnresonanz mit Jupiter und Saturn.
Mittlere Sonnenentfernung (große Halbachse), Exzentrizität und Neigung der Bahnebene von (223360) Švankmajer entsprechen grob der Eos-Familie, einer Gruppe von Asteroiden, welche typischerweise große Halbachsen von 2,95 bis 3,1 AE aufweisen, nach innen begrenzt von der Kirkwoodlücke der 7:3-Resonanz mit Jupiter, sowie Bahnneigungen zwischen 8° und 12°. Die Gruppe ist nach dem Asteroiden (221) Eos benannt. Es wird vermutet, dass die Familie vor mehr als einer Milliarde Jahren durch eine Kollision entstanden ist.
(223360) Švankmajer wurde am 14. November 2016 nach dem tschechischen surrealistischen Filmemacher und Zeichner Jan Švankmajer benannt.